# Исмаил-паша лесковачки
Исмаил-паша лесковачки (? - 1872) био је наследник свог оца, Шехсувар Абди-паше, на месту лесковачког паше.

## Биографија
Шехсувар Абди-пашин је син из брака са женом Туркињом. С обзиром на то да је наследио оца на положају, може се претпоставити, мада не и тврдити да је био прворођени. Више података о њему налази се из времена афере Вренчевића, од новембра 1832. до јуна 1833. године. Паша се неуспешно заложио код кнеза Милоша за своје рођаке који су протерани из Крушевца и разбаштињени од стране тамошње раје због отмице две српске девојке. Он сам је изгубио приходе из Крушевачког санџака. Почетком 1834. године дошло је до нове преписке између паше и кнеза због инцидента приликом разграничавања Кнежевине Србије и Османског царства када су Арбанаси из Лесковачког пашалука пуцали на Србе који су маркирали гранична стабла. Паша није био у милости државне власти. Склоњен је 1845. године, али је након две године помилован. Након овог периода био је паша у Карсу, Кајсерију, Марашу, Хакарију (1856-1859), Алепу (1860) и Скопљу (1865-1869). Постоје индиције да се ове службе нису надовезивале, те да је повремено остајао без прихода. 
Два пута се женио. Једна од његових супруга била је Дуди/Тути, ћерка нишког мухафиза Хафиз-паше чија је војска потучена на Иванковцу 1805. године. Са њом је имао бар двојицу синова, Дилавера и Галипа, који су водили другачији живот од оца.